# شهرستان مراغه
مراغه از مهمترین شهرهای ایران و دومین شهر بزرگ استان آذربایجان شرقی است . این شهر، در دوران‌های گذشته تاریخ ایران، از نظر فرهنگی، اجتماعی، تاریخی، علمی و سیاسی مورد توجه بوده در دوران حکمرانان ایلخانی پایتخت ایران بوده‌است. خواجه نصیرالدین طوسی، وزیر هلاکوخان از پادشاهان ایلخانی، در سال۶۵۶ ق. رصدخانه مراغه را بنا نهاد که هم‌اکنون بخش بسیار اندکی از آن باقی مانده و بسیاری از بنای آن تخریب شده‌است.
شهرستان مراغه دارای ۵۱۰ اثر تاریخی و تپه‌های باستانی است که جزو ۱۰ شهرستان دارای بافت غنی تاریخی و فرهنگی در کشور است.
این شهر دارای اماکن تاریخی و دیدنی بسیاری است که از جمله می‌توان به: مقبره آقالار، موزه سنگ‌نگاره‌های مراغه، آب‌های گرم و سرد معدنی مراغه، دریاچه سد علویان، پل مردق و رودخانه مردق، گویجه قلعه، غارهای قیرخ کهل کهجوق، غار هامپوئیل، غارهای اطراف رصدخانه مراغه، معبد مهر مراغه، موزه ایلخانی، مقبره اوحدی، رصدخانه مراغه، گنبد غفاریه، گنبد مدور، گنبد کبود، گنبد سرخ، کلیسای هوانس، مسجد ملارستم مراغه و... اشاره کرد.
شهر مراغه از دوران پیش از اسلام آباد بوده است، اما قرون سیزدهم تا چهاردهم میلادی دوران رشد و شکوفایی آن به‌شمار می‌رود؛ این شهر از زمانی که پایتخت سلسله‌های مختلف محلی، از جمله احمدیلیان و اتابکان آذربایجان بوده و در نهایت،  مرکز حکومت ایلخانان و پایتخت ایران در آن دوران گردید، از اهمیت ویژه ای برخوردار است . به همین دلیل است که یکی از تخصصی ترین موزه های ایلخانی در شهر مراغه واقع است. ساختمان موزه ایلخانی مراغه و بنای یادبود بر مزار اوحدی مراغه‌ای، شاعر قرون هفتم و هشتم هجری قمری، بین سال‌های ۵۳ و ۵۷ توسط انجمن آثار ملی ساخته شد. این مکان در سال۱۳۶۳ مقارن با تشکیل سازمان میراث فرهنگی کشور، به موزه مراغه تبدیل و با آثار عرضه شده از دوره‌های مختلف تاریخی برای بازدید عموم دایر گردید . موزه مراغه در سال‌۱۳۷۵ ، به دلیل ماهیت تخصصی آثار خود و اهمیت نقش این شهر در دوره ایلخانی، به‌عنوان موزه تخصصی ایلخانی فعالیت خود را آغاز نمود. این موزه همه روزه از ساعت ۹ صبح تا ۳ عصر  به روی عموم باز است.

## تقسیمات کشوری
- بخش مرکزی شهرستان مراغه
  - دهستان سراجوی شمالی
  - دهستان سراجوی غربی
  - دهستان قره ناز

شهرها: مراغه
- بخش سراجو
  - دهستان سراجوی جنوبی
  - دهستان سراجوی شرقی
  - دهستان قوری چای غربی

شهرها: خداجو